# 오사카 산업대학
오사카산업대학(일본어: 大阪産業大学 おおさかさんぎょうだいがく[*], 영어: Osaka Sangyo University)은 1928년 철도대학으로 설립된 오사카부 다이토시에 위치한 일본의 사립대학이다. 다이산다이(大産大), 오산대 등으로도 불린다. 나라현과 가까우며 캠퍼스는 오사카부 기타구 우메다에 위치해 있다. 2004년 일본 정부에 의해 특수대학으로 선정되었다.

## 연혁
- 1928년: 철도대학으로 설립
- 1950년: 교통대학으로 변경
- 1965년: 공과대학으로 변경
- 1988년: 대학 영어명칭 변경

## 학과
- 국제학부
  - 국제학과
    - 영어
    - 일본어
    - 중국어
    - 국제학
- 스포츠건강학부
  - 스포츠건강학과
    - 신체교육학
    - 스포츠과학
    - 지역-건강과학
- 인간환경학부
  - 문화커뮤니케이션학과
  - 생활환경학과
  - 스포츠건강학과
- 경영학부
  - 경영학과
    - 패션비즈니스
    - 경영학

  - 상학과
    - 상학
    - 스포츠커리어
- 경제학부
  - 경제학과
    - 공무원지망자
    - 국제관광비즈니스

  - 국제경제학과
- 디자인공학부
  - 정보시스템공학
    - 정보시스템모델
    - 네트워크모델
    - 가전제품모델
    - Web시스템모델
    - 감성디자인모델
    - CG ·애니메이션모델

  - 건축·환경디자인 학과
    - 도시환경디자인
    - 건축디자인
    - 인테리어디자인
    - 그라운드디자인
    - 프로덕트디자인

  - 환경 이공 학과
    - 환경기술
    - 지역생능계열
    - 환경녹화
    - 환경계획
- 공학부
  - 기계 공학과
  - 교통 기계 공학과
    - 자동차공학
    - 교통기계
    - 철도공학

  - 도시 창조 공학과
    - 종합
    - 구조
    - 자연에너지

  - 전자정보통신공학과
    - 전자정보통신
    - 자연 에너지

## 대회 목록
| 년도 | 대회 이름                                  | 순위 |
| ---- | ------------------------------------------ | ---- |
| 1995 | FIA 꿈의 태양열 자동차 레이싱 대회 (일본)  | 2위  |
| 1996 | 세계 태양열 자동차 첼린지 (오스트레일리아) | 8위  |
| 1996 | 세계 태양열 자동차 랠리 대회 (일본)        | 2위  |
| 1996 | 세계 태양열 자동차 랠리 대회 (일본)        | 2위  |
| 1996 | FIA 꿈의 태양열 자동차 레이싱 대회 (일본)  | 2위  |

## 같이 보기
- 일본의 대학 목록